# Nokia Lumia 800
Nokia Lumia 800, som fick kodnamnet "Sea Ray", är en smartphone som lanserades av Nokia den 26 oktober 2011 vid Nokia World 2011-evenemanget. Inledningsvis fungerade den på en Snapdragon S2-processor och Windows Phone 7.5 "Mango" och var den första enheten som tillverkades av Nokia som kördes på operativsystemet Windows Phone. Detta markerade en betydande förändring för företaget från att använda Symbian för sina smartphones. Efter den ursprungliga lanseringen i november 2011 i Europa var den Nokias flaggskeppsprodukt och var därför en avgörande produkt för deras mobiltelefonverksamhet.

Lumia 800 delar sin design med den tidigare släppta MeeGo-baserade Nokia N9 och den var ursprungligen Meego CDMA-variant för Verizon med kodnamnet RM-716 Searay. De yttre skillnaderna är en extra fysisk knapp dedikerad till kameran på telefonens högra sida och en dubbel LED-blixt som flyttas direkt ovanför Carl Zeiss-kameralinsen. Trots ett liknande exteriör har Lumia 800 en annan interiör än N9. Lumia 800-kretsuppsättningen kommer från en Qualcomm S2-processor, medan N9 är baserad på en Texas Instruments OMAP-kretsuppsättning och CPU. Precis som N9 har den en konvext böjd Gorilla Glass AMOLED PenTile-skärm med ett ClearBlack antireflexfilter. Skärmens diagonal är 3,7 tum (800 x 480 pixlar), jämfört med 3,9 tum (854 x 480 pixlar) för N9, för att överensstämma med specifikationslistan för Windows Phone, som inkluderar tre kapacitiva funktionstangenter placerade under glaset. Ett genomfärgat unibody-skal är tillverkat av polykarbonatplast.

Den ersattes som flaggskeppet av Nokia Lumia 900, som ursprungligen släpptes för den amerikanska marknaden genom AT&T innan den släpptes över hela världen. Den 5 september 2012 presenterades Nokia Lumia 820, efterföljaren till Nokia Lumia 800. Förbättringarna är Windows Phone 8, dual-core processor, frontkamera, trådlös laddningsmöjlighet, utbytbara skal och större skärm.